# Жак Леруа
Жак Леруа (фр. Jacques Leroy; 10 вересня 1924, Бенш, Бельгія — 5 серпня 1996, Зігсдорф, Німеччина) — бельгійський доброволець військ СС, унтерштурмфюрер військ СС. Кавалер Лицарського хреста Залізного хреста.

## Біографія
Учасник Німецько-радянської війни. В серпні 1944 року втратив праву руку і око у боях у Черкаському котлі, проте домігся повернення на фронт і разом із 40 товаришами протягом трьох днів і ночей захищав пост в Альтдаммі. Відзначився у бою з 19-ма радянськими танками 17 березня 1945 року як командир 1-ї роти 69-го добровольчого моторизованого полку СС 28-ї добровольчої гренадерської дивізії СС. В цьому бою загинули 32 солдати, серед них — 17-річний брат Леруа. Інший брат Жака, командир взводу, загинув під час битви на Одері. Після війни став членом Орденського товариства кавалерів Лицарського хреста.

## Звання
- Штурмманн військ СС (листопад 1943)
- Обершарфюрер військ СС (1944)
- Унтерштурмфюрер військ СС (квітень 1945)

## Нагороди
- Залізний хрест
  - 2-го класу (8 серпня 1944)
  - 1-го класу (11 листопада 1944)
- Штурмовий піхотний знак в бронзі
- Нагрудний знак «За поранення» в сріблі
- Нагрудний знак ближнього бою в сріблі
- Лицарський хрест Залізного хреста (20 квітня 1945)